# Willi Betz

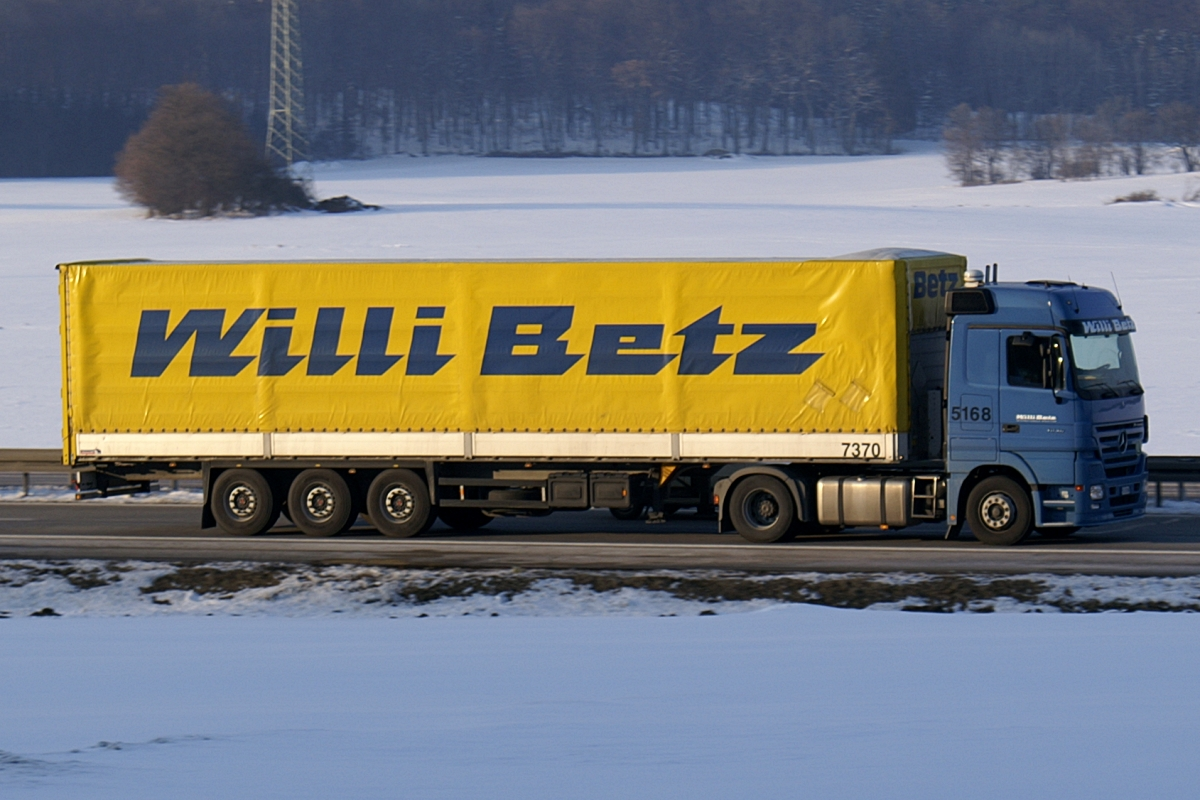
Willi Betz

Willi Betz – w niemieckie przedsiębiorstwo spedycyjne założone przez Williego Betza (ur. 5 grudnia 1928, zm. 12 grudnia 2015) w Undingen koło Reutlingen.
W 1945 r., zaraz po zakończeniu II wojny światowej, nastolatek Betz otworzył przedsiębiorstwo transportowe, wykorzystując zdemobilizowane pojazdy wojskowe.
Przedsiębiorstwo obecnie używa nazwy Betz Holding GmbH & Co. KG i ma siedzibę w Reutlingen, znane jest szerokim odbiorcom pod popularnym skrótem Willi Betz.
Od lat 60. przedsiębiorstwo specjalizuje się w dostawach do Azji, na Półwysep Arabski i Bliski Wschód. Gdy zamknięto Kanał Sueski, w 1967 r. pierwsza ciężarówka Willi Betz dotarła do Pakistanu.
Betz posiada kilkanaście tysięcy ciężarówek-chłodni i plandek marki Renault i Mercedes-Benz, które jeżdżą na trasach z Niemiec do Rosji, Białorusi, Kazachstanu, Kirgistanu, Azerbejdżanu, Gruzji, Iranu, Uzbekistanu, Turcji i innych krajów. Dla zmniejszenia kosztów większość samochodów zarejestrowanych jest na Białorusi, w Azerbejdżanie i w Bułgarii (w Bułgarii Betz wykupił tamtejszego przewoźnika SOMAT i jego bazy zamienił w bezpieczne przystanki dla swoich pojazdów jadących na Bliski Wschód).
O liczbie frachtów tej firmy może świadczyć fakt, iż ma ona własne terminale rzeczne oraz barki, którymi dla usprawnienia transportu wozi całe swoje ciężarówki rzekami z Niemiec do Bułgarii i na odwrót – liczba pojazdów firmy jadących w tych kierunkach jest każdego dnia tak duża, że można nimi wypełnić całe barki.
Betz posiada wiele placówek w całej Eurazji, m.in. w Moskwie, Teheranie, Warszawie, Paryżu i Madrycie.